# Црква Рођења Пресвете Богородице у Горњем Вртогошу
Црква Рођења Пресвете Богородице у Горњем Вртогошу, насељеном месту на територији града Врања, православни је храм који припада Епархији врањској Српске православне цркве.
Црква посвећена Рођења Пресвете Богородице подигнута је и освештана 1866. године, од стране митрополита Пајсија. Тај податак налази се на плочи, десно од улаза, на коме пише: Црква г. Вртогошка подигнута је 1866. год. освећена је од г. епископа Пајсија.
Звоник, по узору на жички, сазидан је од црвене опеке, на месту претходног који је био од дрвених дасака. Квадратне је основе. Испред улаза са леве стране, налази се капител са старог звоника, за који не знамо где је раније стајао. На њему стоји урезани натпис, у коме пише да је прилог за подизање звоника дао Антоније Ристић из села Вишевце, 22. јуна 1907. године: Согради се звонара храма Рождества Свете Богородице, из села г. Вртогоша и добровољног прилога Антонија Ристића из Вишевце на 1907 год 22. јуна.
Иконостас припада развијеном типу олтарских преграда, са 51 иконом. Име зографа Вена из Дебра сачувано је на престоној икони Христа Пантократора, где стоји година, 1867. На приложничкој кутији записано је име зографа Зафира, са годином 1868.
Обнова ове цркве извршена је у периоду од 2006. до 2017. године. Црква је у потпуности обновљена споља и изнутра, са новом спољашњом фасадом, новим подом и уређењем олтарског простора. Године 2017. завршена је обнова народне трпезарије, а исте године обновљена је и звонара.